# Urge Overkill
Urge Overkill ― американская альтернативная рок-группа, образованная в Чикаго, штат Иллинойс, США. Она широко известна своей песней «Sister Havana» и кавером на песню Нила Даймонда «Girl, You'll Be a Woman Soon», которая вошла в саундтрек фильма «Криминальное чтиво». 

## История
Като и Розер познакомились в Северо-Западном университете в 1985 году. В 1986 году они образовали группу Urge Overkill (получившую название от фразы в тексте песни группы Parliament, «Funkentelechy») в Чикаго, штат Иллинойс, США с барабанщиком Пэтом Бирном и выпустили мини-альбом под названием Strange, I..., на лейбле Ruthless Records. Мини-альбом был записан другом Като, Стивом Альбини. Вскоре последовал полноформатный альбом Jesus Urge Superstar.
Их следующий альбом Americruiser привел к резкой смене стиля. Джек Уотт (из группы Baron Lesh) стал новым барабанщиком. Теперь стиль группы был описан как «каменный сплав арены-рока и панка». Альбом Americruiser получил широкую похвалу и стал хитом студенческого радио с ведущим синглом «Ticket to L.A.». Следующий альбом The Supersonic Storybook был выпущен в 1991 году.
В 1992 году после выступления на разогреве у группы Nirvana в их американском туре Nevermind Urge Overkill вернулись в студию, чтобы записать еще один мини-альбом, Stull, в котором были представлены треки «Girl, You'll Be a Woman Soon» и «Goodbye to Guyville». Имея к этому времени сильную поддержку, они перешли со своего лейбла Touch and Go Records на крупный лейбл Geffen Records. Следующий альбом Saturation, получил хорошие отзывы после выхода в 1993 году. Чтобы поддержать его, они выступили на разогреве у группы Pearl Jam. Сингл «Sister Havana» стал хитом, благодаря ему группа получила широкое признание.
Когда группа записывала следующий альбом, культовый режиссер Квентин Тарантино использовал их кавер-версию песни Нила Даймонда «Girl, You'll Be a Woman Soon» в своем фильме 1994 года «Криминальное чтиво». Когда фильм стал популярным, песня заняла 59-е место в Billboard Hot 100.
Urge Overkill сохранили свое звучание для своего следующего альбома Exit the Dragon, выпущенного в 1995 году. Като и Розер начали враждовать, в результате чего Розер покинул группу. Розер продолжал выступать с Джимом Кимбаллом (ранее из The Jesus Lizard) в качестве L. I. M. E. и со своим братом Джоном в группе Electric Airlines. Теперь дуэт, состоящий из Като и Онассиса, Urge Overkill перешел на лейбл 550 Music.
После перерыва в несколько лет Като выпустил сольный альбом в 2000 году под названием Debutante. Шесть из 13 песен альбома были написаны в соавторстве с Онассисом.
В 2004 году Като и Розер реформировали Urge Overkill без Онассиса, наняв бывшего гитариста Gaza Strippers, Майка Ходжкисса на бас-гитару, клавишника Криса Франтисака и барабанщика Нейта Арлинга, которого позже заменил Брайан Кваст из The Cherry Valence. Реформированная группа Overkill выступала с концертами в клубах The Troubadour в Западном Голливуде, Double Door в Чикаго, First Avenue в Миннеаполисе и Bowery Ballroom в Нью-Йорке. Она продолжала гастролировать по Европе, Северной Америке и Австралии.
19 сентября 2010 года в свободной форме радиопрограммы Anything Anything с Ричем Руссо на WRXP-FM в Нью-Йорке была сыграна первая новая песня Urge Overkill за последние 15 лет. Песня называлась «Effigy». Руссо также анонсировал шоу Urge Overkill 4 октября 2010 года в клубе Mercury Lounge в Нью-Йорке. Начались живые выступления, в том числе в качестве гостя на «Прожарке Квентина Тарантино» 1 декабря 2010 года. Группа выпустила свой первый студийный альбом за 16 лет Rock & Roll Submarine в мае 2011 года. За выпуском альбома последовал следующий тур. 8 октября 2011 года Urge Overkill выступили на разогреве группы Weezer на фестивале Red Bull Riot в историческом театре Конгресса в Чикаго.
Urge Overkill продолжали периодически выступать вживую с 2012 по 2018 год. В настоящее время группа работает над новым альбомом.

## Дискография

### Студийные альбомы
| Год  | Название                 | Лейбл        | Высшая позиция в чартах | Высшая позиция в чартах | Высшая позиция в чартах | Высшая позиция в чартах |
| Год  | Название                 | Лейбл        | US                      | AUS                     | NZ                      | UK                      |
| ---- | ------------------------ | ------------ | ----------------------- | ----------------------- | ----------------------- | ----------------------- |
| 1989 | Jesus Urge Superstar     | Touch and Go | —                       | —                       | —                       | —                       |
| 1990 | Americruiser             | Touch and Go | —                       | —                       | —                       | —                       |
| 1991 | The Supersonic Storybook | Touch and Go | —                       | —                       | —                       | —                       |
| 1993 | Saturation               | Geffen       | 146                     | 16                      | —                       | —                       |
| 1995 | Exit the Dragon          | Geffen       | 129                     | 6                       | 50                      | 88                      |
| 2011 | Rock & Roll Submarine    | UO           | —                       | —                       | —                       | —                       |

### Мини-альбомы
| Год  | Название      | Лейбл        |
| ---- | ------------- | ------------ |
| 1986 | Strange, I... | Ruthless     |
| 1992 | Stull         | Touch and Go |

### Живые выступления
| Год  | Название                | Лейбл      |
| ---- | ----------------------- | ---------- |
| 2004 | Live at Maxwells 2/5/04 | eMusicLive |

### Сборники
| Год  | Название                                        | Лейбл        |
| ---- | ----------------------------------------------- | ------------ |
| 1993 | The Urge Overkill Story...Stay Tuned: 1988–1991 | Touch and Go |
| 2012 | Icon                                            | Universal    |

### Синглы
| Год  | Название                       | Высшая позиция в чартах | Высшая позиция в чартах | Высшая позиция в чартах | Высшая позиция в чартах | Высшая позиция в чартах | Высшая позиция в чартах | Альбом                                     |
| Год  | Название                       | US                      | US Alt.                 | US Main                 | AUS                     | NZ                      | UK                      | Альбом                                     |
| ---- | ------------------------------ | ----------------------- | ----------------------- | ----------------------- | ----------------------- | ----------------------- | ----------------------- | ------------------------------------------ |
| 1987 | "Lineman"                      | —                       | —                       | —                       | —                       | —                       | —                       | Non-album single                           |
| 1990 | "Ticket to L.A."               | —                       | —                       | —                       | —                       | —                       | —                       | Americruiser                               |
| 1991 | "Now That's the Barclords"     | —                       | —                       | —                       | —                       | —                       | —                       | Non-album single                           |
| 1993 | "Sister Havana"                | —                       | 6                       | 10                      | —                       | —                       | 67                      | Saturation                                 |
| 1993 | "Dropout"                      | —                       | —                       | —                       | —                       | —                       | —                       | Saturation                                 |
| 1993 | "Bottle of Fur"                | —                       | —                       | —                       | —                       | —                       | —                       | Saturation                                 |
| 1993 | "Positive Bleeding"            | —                       | 23                      | 40                      | —                       | —                       | 61                      | Saturation                                 |
| 1994 | "Girl, You'll Be a Woman Soon" | 59                      | 11                      | —                       | 21                      | 19                      | 37                      | Music from the Motion Picture Pulp Fiction |
| 1995 | "The Break"                    | —                       | —                       | 34                      | —                       | —                       | —                       | Exit the Dragon                            |
| 1995 | "View of the Rain"             | —                       | —                       | —                       | —                       | —                       | —                       | Exit the Dragon                            |
| 1995 | "Somebody Else's Body"         | —                       | —                       | —                       | 47                      | —                       | —                       | Exit the Dragon                            |
| 2011 | "Effigy"                       | —                       | —                       | —                       | —                       | —                       | —                       | Rock & Roll Submarine                      |